# Episyrphus bimaculata
Episyrphus bimaculata är en tvåvingeart som först beskrevs av Keiser 1952.  Episyrphus bimaculata ingår i släktet flyttblomflugor, och familjen blomflugor. Inga underarter finns listade i Catalogue of Life.